# 治験
治験（ちけん）とは、臨床試験（英: Clinical trial）のうち未承認や適応外の医薬品もしくは医療機器の製造販売に関して、医薬品医療機器等法上の承認を得るために行われる試験である。臨床試験は、ヒトを対象とした医学系研究（臨床研究）のうち、医薬品や治療などにより人体に変化を伴う研究（介入研究）を行うものを指す。治験以外の臨床試験は、医薬品や医療機器、外科的手技などの治療を試験的に行い、有効性や安全性を調べることを目的とする。ヒトを対象にする前に細胞や実験動物を用いた非臨床試験で検討し、有効性が期待でき、安全性にも問題がないと考えられた場合に行われる。
治験は薬事承認を取得することが目的であるため、製薬企業が医師に依頼をする「企業治験」が行われてきた。2003年に薬事法が改正され、「医師主導治験」として医師が主体となって治験を行えるようになった。それにより医師自らが国内未承認薬や適応外処方薬の薬事承認を取得して、臨床の場で使うことが可能となった。
治験には3つの段階があり、各段階で安全性や有効性を確認しながら進めていく。この3段階を、第Ⅰ相（フェーズ1）、第Ⅱ相（フェーズ2）、第Ⅲ相（フェーズ3）と呼ぶ。第Ⅰ相よりも第Ⅱ相、第Ⅱ相よりも第Ⅲ相のほうが治療法の開発が進んだ段階にあり、より承認に近い状況にある。

## 治験の流れ
治験は第I相から第Ⅲ相までの3段階で行われることが多い。
ただし、抗がん剤（特に細胞傷害性の抗がん剤）に関しては、第I相臨床試験は既知の予想される大きな不利益があるために通常がん患者を対象に行われ、
第II相臨床試験に関しても国際規準RECIST（レシスト）による腫瘍縮小効果（奏効率）が検討されたり、強い副作用や、生命倫理問題の大きさから、一般薬に比べてランダム化比較試験が簡単に行いづらいなど、デザインや方法を異にする場合が多い。

### 第I相試験（フェーズ I）
自由意思に基づき志願した健常成人を対象とし、被験薬を少量から段階的に増量し、被験薬の薬物動態（吸収、分布、代謝、排泄）や安全性（有害事象、副作用）について検討することを主な目的とした探索的試験である。動物実験の結果をうけてヒトに適用する最初のステップであり、安全性を検討する上で重要なプロセスである。しかし、手術や長期間の経過観察が必要な場合や、抗がん剤などの投与のようにそれ自体に事前に副作用が予想されるものは、外科的に治療の終わった患者（表面的には健常者）に対して、補助化学療法としての試験を行うことがある。また、抗がん剤の試験の場合は、次相で用いる用法・用量の限界を検討することも重要な目的となる。

### 第II相試験（フェーズ II）
第II相試験は第I相の結果をうけて、比較的軽度な少数例の患者を対象に、有効性・安全性・薬物動態などの検討を行う試験である。多くは、次相の試験で用いる用法・用量を検討するのが主な目的であるが、有効性・安全性を確認しながら徐々に投与量を増量させたり、プラセボ群を含む3群以上の用量群を設定して用量反応性を検討したり、その試験の目的に応じて様々な試験デザインが採用される。探索・検証の両方の目的を併せ持つことが少なくないため、探索的な前期第II相と検証的な後期第II相に分割することもある。その他にも、第I/II相として第I相と連続した試験デザインや、第II/III相として第III相に続けて移行する試験デザインもある。毒性の強い抗がん剤に関しては、この第II相で腫瘍縮小効果などの短期間に評価可能な指標を用いて有効性を検証し、承認申請を行うことがある。

### 第III相試験（フェーズ III）
上市後に実際にその化合物を使用するであろう患者を対象に、有効性の検証や安全性の検討を主な目的として、より大きな規模で行われるのが第III相である。それまでに検討された有効性を証明するのが主な目的であるため、ランダム化や盲検化などの試験デザインが採用されることがほとんどである。数百例以上の規模になることもあるため、多施設共同で行う場合が多い。抗がん剤の場合は、製造販売後に実施されることが多い。

## インフォームド・コンセント
治験実施者は、治験参加者に対して治験参加に先立ち、実施する試験の目的や内容について説明する義務がある。参加者が患者であるならば、その治療法などについて予測される利点と不利益、ほか治療法の提示および比較、予測される最悪の帰結などを詳説して合意が必須となる。十分に理解した参加者本人の自由意思に限り、治験参加は決断される。参加者はいつでも自由に治験から離脱でき、治験からの離脱で今後の治療や経済的制裁など不利益は一切生じないことが保証され、間接的な強制も許されない。

## 治験に関与する組織・職種

### 医療機関側
治験責任医師、治験分担医師、治験協力者などの種類があり、これらの業務を行うためには、治験毎にあらかじめ治験審査委員会の承認を得なければならない。
治験責任医師・治験分担医師
治験責任医師は、治験の実施に関して責任を有する医師または歯科医師である。治験と実施施設にそれぞれ一人を置く。1施設で3種類の治験を実施すると3人、1種類の治験を3施設共同で実施すると3人、それぞれで要する。治験分担医師は、治験責任医師の指導の下に治験に係る業務を分担する医師または歯科医師で、人数に上限はない。
日本で保険医は、厚生労働大臣の定める医薬品以外の薬物を患者に施用し、又は処方してはならない（保険医療機関及び保険医療養担当規則第19条）とされているが、1996年（平成8年）4月の改正法施行により、治験の場合は同規定を適用しない旨が法文上明記された。同改正により治験に係る診療が特定療養費（2006年（平成18年）10月以降は保険外併用療養費）の支給対象となった。
治験協力者（治験コーディネーター、CRC：Clinical Research Coordinator）
治験責任医師又は治験分担医師の指導の下、治験業務に協力する者のこと。通常、看護師、薬剤師、臨床検査技師などの医療関係者が治験協力者となる。インフォームド・コンセント取得補助、治験のスケジュール管理、治験中の患者のサポート、症例報告書作成補助など、治験において治験協力者の担当職務は多い。
治験事務局
GCPに基づいて治験実施にまつわる様々な事務を担当する組織。医療機関の長により指名される。
治験施設支援機関 (SMO : Site Management Organization)
治験実施施設である医療機関と契約し、医療機関における煩雑な治験業務を支援する組織。

### 製薬企業（治験依頼者）側
開発業務受託機関 (CRO : contract research organization)
製薬企業における新薬の開発、特に治験実施に係る業務を代行する機関。
モニター (CRA : Clinical Research Associate)
治験が治験実施計画書や各種法令等を遵守し、科学的・倫理的に行われていることを確認するため、治験依頼者が任命する担当者。カルテなど、治験に関係する医療記録を閲覧することが認められており、被験者の人権、安全及び福祉が保護されていること、治験責任医師又は治験分担医師から報告された治験データが正確かつ完全であることを確認する義務を負う。医療機関と治験依頼者との情報交換は、ほぼ全てモニターを介して行われる。

## 二重盲検試験
治験では、被験薬の効果を検討するために、偽薬（プラセボ）やすでに効果が確認された薬剤などと比較する。被検者が、被験薬あるいは対照薬の何れが投与されているかを事前に認知すると、試験成績に影響する場合がある。これを防ぐために、何れが投与されているかを被験者に告知しない手法を単盲検試験と称する。
投与医師による先入観などを排除する目的で、被験者と投与医師ともに、被験薬と対照薬を認識させない手法を二重盲検（ダブルブラインド）と称する。
二重盲検試験を実施する場合、被験薬と対照薬は製造後（医療機関に納入される前）、治験依頼者から独立した第三者機関（割付責任者）にて、1名分（または1回分）ずつ、全く同じ外観のパッケージに入れられ、1個1個にそれぞれ固有の番号がつけられる。この作業が薬剤割付（わりつけ）である。薬剤番号と実際の中身との対応表は、割付の際に割付責任者が作成し、厳重に封を施した上で保管する。その後、この作業によって識別不能となった被験薬と対照薬が医療機関に納入され、ランダムに治験参加者に処方される。治験終了後、データがすべて集まり、データベースの変更ができないようにした状態（データ固定）で、はじめて治験依頼者が割付表を入手し、割付情報を開封（キーオープン）して結果の解析が行われる。
近年は盲検（ブラインド）の語を避ける事例も見られ、「二重マスク法」など称する。

### 問題点
連邦食品・医薬品・化粧品法は、1962年から薬剤の有効性の概念を設け、2回の適切な対照を置いた臨床試験によって有効性が示されれば承認される。医薬品による利益が危険性を上回ることを証明する証拠が必要とされる。
アメリカ食品医薬品局 (FDA) は2回の試験が有効性を示せばその医薬品を承認するが、統計法の開発者のロナルド・フィッシャーは20回中19回において結果が再現された場合に偶然性は低いと考える。FDAの基準は100回中98回有効性の提示に失敗しても2回は有効性を示し、フィッシャーが偶然とする結果を有効と判定する。申請者らは、有効性を示すために臨床試験の例数を重ねるが、否定的な結果が出た試験成績は提出せずに未公開である。情報公開法に基づいてこれらの監督庁に提出された全データを結合してメタアナリシスを行うと否定的な結果が示される場合がある。試験参加数が多い場合に有効性の提示に有利となる事例も見られる。
抗うつ薬ではうつ病の適応があるが、医師が知覚した変化の印象を検出するための全般印象評価尺度－改善度（CGI-I）にて違いを検出できず、統計的に有意な差があるだけでなく、その差に臨床的に意味があるかどうかを医薬品の承認の際に検討すべきだとする指摘がある。
不正や副作用の隠蔽も問題となっている。2013年には高血圧の治療薬におけるディオバン事件が問題となった。ランダムではなく効果の出そうな患者を選択して薬剤を投与する事例がのちに発覚することがある。

## 臨床研究登録制度
従来の臨床試験はその実施中に詳細を公表されることなく、結果報告の時点でその実施要領と合わせて明らかにされることが多かったため、「都合の良い結果が出たものだけが論文発表され、そうでないものが表に出てこない」（出版バイアス）可能性が指摘されてきた。そのため、試験実施者にとって都合の悪そうな情報が最終段階まで研究されない、あるいは研究されても報告されない、と倫理的問題を指摘されてきた。
参加施設も事前に計画に参加した医療機関に限られたため、広く治験への参加を呼びかける広報活動が困難であった。
これらの背景を受けて、医学雑誌編集者国際委員会 (ICMJE) は2004年9月に「生医学雑誌への投稿のための統一規定 (Uniform Requirements for Manuscripts Submitted to Biomedical Journals: Writing and Editing for Biomedical Publication)」を提唱し、医学雑誌に投稿される臨床試験について事前にプロトコル（手順書）の登録・公開を義務付けるように各誌に呼びかけた。これを受けて北米・欧州・日本に複数の臨床試験登録機関が発足し、日本国内でも2005年より大学病院医療情報ネットワーク (UMIN) や（財）日本医薬情報センター (JAPIC) による運用が始まり、翌2006年には日本医師会も同様の取り組みを行っている。
登録に際して必要な情報は各登録機関の間で大きな差異はないが、登録する研究の対象範囲や情報公開に用いられる言語の種類などにそれぞれ特徴がある。

## 関連する規制
- 医薬品医療機器等法（昭和35年8月10日 法律第145号）
- 医薬品医療機器等法施行令（昭和36年1月26日 政令第11号）
- 医薬品医療機器等法施行規則（昭和36年2月1日 厚生省令第1号）

### 医薬品
GCP省令
- 医薬品の臨床試験の実施の基準に関する省令（平成9年3月27日 厚生省令第28号）
- 医薬品の臨床試験の実施の基準に関する省令の一部を改正する省令（平成15年6月12日 厚生労働省令第106号）
- 医薬品の臨床試験の実施の基準に関する省令の一部を改正する省令（平成16年12月21日 厚生労働省令第172号）
- 医薬品の臨床試験の実施の基準に関する省令の一部を改正する省令（平成18年3月31日 厚生労働省令第72号）
- 医薬品の臨床試験の実施の基準に関する省令の一部を改正する省令（平成20年2月29日 厚生労働省令第24号）

局長通知
- 医薬品の臨床試験の実施の基準に関する省令の施行について（平成9年3月27日 薬発第430号）
- 医薬品の臨床試験の実施の基準に関する省令の一部を改正する省令の施行について（平成15年6月12日 医薬発第0612001号）
- 医薬品の臨床試験の実施の基準に関する省令の一部を改正する省令の施行について（平成16年12月21日 薬食発第1221001号）
- 医薬品の臨床試験の実施の基準に関する省令の一部を改正する省令（治験審査委員会の質及び機能の向上関係）の施行について（平成18年4月1日 薬食発第0401001号）
- 医薬品の臨床試験の実施の基準に関する省令の一部を改正する省令の施行について（平成20年2月29日 薬食発第0229007号）

課長通知
- 「医薬品の臨床試験の実施の基準に関する省令の一部を改正する省令」（治験審査委員会の質及び機能の向上関係）の施行に関する留意事項について（平成18年4月1日 薬食審査発第0401001号）
- 医薬品の臨床試験の実施の基準の運用について（平成18年9月21日 薬食審査発第0921001号）
- 医薬品の臨床試験の実施の基準に関する省令の一部を改正する省令の施行等に関する留意事項について（平成20年3月26日 薬食審査発第0326001号）
- 「医薬品の臨床試験の実施の基準に関する省令」の運用について（平成20年10月1日 薬食審査発第1001001号）

運用GCP（薬食審査発第0921001号）に参照されている通知等 
- 医薬品の臨床試験の実施の基準（GCP）の内容（平成9年3月13日 中央薬事審議会答申）
- 治験中に得られる安全性情報の取り扱いについて（平成7年3月20日 薬審第227号）
- 個別症例安全性報告を伝送するためのデータ項目及びメッセージ仕様について（平成13年3月30日 医薬安発第39号、医薬審発第334号）
- 独立行政法人医薬品医療機器総合機構に対する治験副作用等報告について（平成16年3月30日 薬食発第0330001号）
- 「独立行政法人医薬品医療機器総合機構に対する治験副作用等報告について」の一部改正について（平成17年12月15日 薬食発第1215003号）
- 市販後副作用等報告及び治験副作用等報告について（平成18年3月31日 薬食審査発第0331022号、薬食安発第0331009号）
- 治験副作用等報告に関する報告上の留意点等について（平成18年4月26日 薬食審査発第0426001号）
- 治験の総括報告書の構成と内容に関するガイドライン（平成8年5月1日 薬審第335号）
- 薬事法及び採血及び供血あつせん業取締法の一部を改正する法律の一部の施行について（平成15年5月15日 医薬発第0515017号）
- 「独立行政法人医薬品医療機器総合機構設立後の自ら治験を実施した者による治験副作用等報告について」の改正について（平成17年10月25日 薬食審査発第1025005号）
- 治験副作用等報告に関する報告上の留意点等について（平成18年4月26日 薬食審査発第0426001号）
- 医薬品の臨床試験の実施の基準の運用における必須文書の構成について（平成16年10月18日 事務連絡）

### 医療機器
省令
- 医療機器の臨床試験の実施の基準に関する省令（平成17年3月23日厚生労働省令第36号）

局長通知
- 独立行政法人医薬品医療機器総合機構に対する機械器具等に係る治験不具合等報告について（平成19年3月30日薬食発第0330001号）
- 機械器具等に係る治験の計画等の届出等について（平成19年7月9日薬食発第0709004号）

その他
- 独立行政法人医薬品医療機器総合機構に対する機械器具等に係る治験不具合等報告に関する報告上の留意点等について（平成19年3月30日薬食機発第0330001号）
- 機械器具等に係る治験の計画等の届出の取扱いについて（平成19年7月9日薬食機発第0709001号）